# Carl Norlander (1846–1916)
Carl Anders Henrik Norlander, född den 11 juli 1846 i Annerstads socken, Kronobergs län, död den 10 november 1916 under resa till Malmö på Malmö-Trelleborgs järnväg var en svensk officer, gymnast, fäktmästare och skriftställare. 
Norlander avlade studentexamen i Uppsala och gick därefter den militära banan. Han blev underlöjtnant vid Norra skånska infanteriregementet 1865, genomgick Gymnastiska centralinstitutet (examen 1870), blev 1898 major vid Södra skånska infanteriregementet och 1902 överstelöjtnant där. Han tog avsked 1904 och befordrades till överste i armén 1905. 
Norlander verkade även som gymnastiklärare, bland annat vid såväl Katedralskolan som Privata elementarskolan, flickläroverket och folkskoleseminariet i Lund. Han var från 1882 tillfördnad och från 1883 ordinarie fäktmästare vid Lunds universitet samt gymnastikinspektör över folkskolorna i Lunds stad från 1906. Norlander har beskrivits som "en stridbar och synnerligen doktrinär företrädare för lingianismen" och arbetade med stort intresse för utvecklingen av det detta gymnastiksystem såväl i Sverige som i Danmark, Belgien och Tyskland. Norlander författade bland annat Manuel de gymnastique rationelle suédoise et cetera (1883), Kort redogörelse för den svenske gymnastiken (1885) och många andra uppsatser i gymnastikfrågor och i militära spörsmål, som Hvilka 5 fördelar kunne vi vänta oss af allmänna värnpligtens fullständiga genomförande, några ord till menige man (1878), Om infanteriets marscher (i Krigsvetenskapsakademiens tidskrift, samma år) och Vårt folks kroppsliga rykt och ans (1902).
Norlander var gift med Julia von Porat, dotter till Axel Isak von Porat och släkting till en av Lunds universitets allra tidigaste fäktmästare Christoffer Porath. Makarna var föräldrar till Axel Porat Norlander.